# Marija I. Ogrska
Marija (madžarsko Mária, hrvaško Marija) iz dinastije Anžujcev je bila od leta 1382 do svoje smrti kraljica Ogrske in Hrvaške, * 1371,  † 17. maj 1395.
Po smrti njenega očeta Ludvika I. Ogrskega je bila septembra 1382 okronana za kraljico pod regentstvom njene matere Elizabete Kotromanič. Da bi okrepila svoj položaj, se je oktobra 1385 po očetovi želji poročila s Sigismundom Luksemburškim, sinom cesarja Svetega rimskega cesarstva. Opozicijska skupina plemičev  je kljub temu  povabila neapeljskega kralja Karla III. Neapeljskega, naj pride na Ogrsko in prevzame oblast. Karel je oblast prevzel decembra 1385, a je bil po samo dveh mesecih vladavine na pobudo odstavljene kraljice matere Elizabete umorjen. Ko je na Hrvaškem izbruhnila vstaja, so Marijo in Elizabeto ujeli njuni sovražniki in dali Elizabeto zadaviti. Junija 1387 so beneške sile Marijo osvobodile. 
Marija in njen mož Sigismund sta bila osem let v zakonu, ki ni bil ravno harmoničen, in nista imela otrok, sicer pa je imela na Sigismundovo vladanje bolj malo vpliva. Maja 1395 je pri 24 letih umrla zaradi nesreče pri jahanju. 

## Življenje

### Mladost do smrti Ludvika I. Ogrskega
Marija je bila druga hči kralja Ludvika I. in njegove druge žene Elizabete Kotromanić iz bosanske rodbine Kotromanićev. Glavni cilj politike Ludvika I., ki ni imel moškega naslednika, je bil zagotoviti hčerino nasledstvo na prestolu Ogrske in Poljske. Marijo je pred njenim prvim rojstnim dnem obljubil za nevesto Sigismundu Luksemburškemu, sinu cesarja Karla IV. Junija 1373 je Ludvik I. potrdil, da bo Marija Sigismundova zaročenka, potem pa je decembra 1374 papež Gregor XI. njuno zaroko prepovedal, ker sta bila bodoča zakonca v pretesnem  sorodstvu. Poročna pogodba za Marijo in Sigismunda je bila kljub temu  podpisana 14. aprila 1375 v Brnu. 
Po smrti Marijine starejše sestre Katarine maja 1378 se je Ludvik I. junija 1379 v Altsohlu srečal s Sigismundovim najstarejšim bratom Vaclavom, ki je po smrti Karla IV. postal Sigismundov skrbnik. Tu je Ludvik I. ponovno potrdil svojo obljubo, da bo Marijo poročil s Sigismundom. Mnogi poljski plemiči so imeli močne zadržke do Sigismunda zaradi njegovega nemškega porekla. Avgusta 1379 je Ludvik I. v Košice poklical poljske magnate in prelate in jih prepričal, naj Mariji priznajo nasledstveno pravico do prestola na Poljskem in se ji poklonijo kot bodoči kraljici. Zahtevo naj bi mu uspelo uveljaviti šele potem, ko je z blokado mestnih vrat Poljakom preprečil odhod. Naslednji mesec je Ludvik I. v Tyrnauu praznoval uradno zaroko svoje hčere s cesarjevim sinom. Sigismund je nato prišel na ogrski dvor, da bi se usposobil za svoj prihodnji položaj, in poleti 1381 odpotoval na Poljsko, da bi se tam naselil. Po mnenju nekaterih raziskovalcev je Ludvik I. načrtoval, da ga bo na Ogrskem nasledila njegova najmlajša hči Hedvika (Jadviga), medtem ko naj bi ga Marija nasledila le na Poljskem. Drugi poznavalci menijo, naj bi ga Marija nasledila na Ogrskem, Sigismund pa na Poljskem. 

### Kraljica

#### Prva leta vladanja
Po smrti Ludvika I. 10. septembra 1382 so Madžari komaj enajstletno  Marijo takoj priznali za svojo novo vladarico. Kardinal Dimitrij, nadškof v Esztergomu, jo je sedem dni pozneje v Székesfehérvárju okronal za kraljico (rex Hungariae). Odsotnost njenega zaročenca na obredu morda kaže, da je njena mati in regentka Elizabeta morda želela preprečiti Sigismundovo kronanje. 
Palatin Nikolaj (Miklós I.) Garai in kardinal Dimitrij sta bila najpomembnejša regentkina svetovalca. Čeprav so kraljeve listine, izdane v prvih šestih mesecih Marijinega vladanja, poudarjale njeno zakonito nasledstvo, so številni ogrski magnati v osnovi nasprotovali temu, da jim vlada ženska. Mnogi so menili, da je zakoniti naslednik Ludvika I. neapeljski plemič Karel Draški, saj je bil zadnji moški potomec Anžujske veje Kapetingov.  Na več sestankih v novembru/decembru 1382 so poljski plemiči zahtevali, da njihova bodoča kraljica, ki je lahko Marija ali njena sestra Hedvika, skupaj s  svojim možem stalno živi na Poljskem. Sigismund se je medtem vrnil s Poljske na Ogrsko. Marca 1383 so odposlanci regentke Elizabete končno odvezali poljske plemiče prisege zvestobe Mariji in oznanili, da bo namesto nje na Poljsko prišla Hedvika.
Ko se je spomladi 1383 Elizabetinemu režimu uprl vranski prior Ivan (Janez) iz Paližne, ki je zavračal že centralizacijsko politiko Ludvika I., je njena vojska oblegala Vrano. Ivan iz Paližne je moral pobegniti v Bosno, branilci mesta pa so se novembra 1383 vdali Mariji, ki se je skupaj z materjo udeležila obleganja. Da bi okrepila Marijin položaj proti Karlu Draškemu, je Elizabeta poslala odposlance v Francijo, da bi začela pogajanja o Marijini poroki z Ludvikom Orléanskim, sinom kralja Karla V. in nekdanjim zaročencem Marijine sestre Katarine.  V začetku leta 1384 sta Elizabeta in Marija zapustili Hrvaško. 
Številni ogrski magnati so bili nezadovoljni, ker se je zdelo, da je Elizabeta skoraj vso oblast prepustila palatinu Miklósu Garaiju, ki naj bi bil tudi njen ljubimec.  Elizabeta junija 1384 sklicala skupščino, na kateri bi obravnavala pritožbe plemičev. Na skupščini je potrdila privilegije mož na visokih položajih. Del ogrske aristokracije, med njimi družina Lackfi, Miklós Zámbó in Miklós Szécsi, je nasprotoval Marijini poroki z Ludvikom Orléanskim in še naprej podpiral kraljičino poroko s Sigismundom, zato jih je Elizabeta avgusta 1384 zamenjala s podporniki Miklósa Garaija. Proti poroki s francoskim kandidatom je bila tudi duhovščina in kraljica mati je na Poljsko končno poslala svojo hčer Hedviko, ki je bila oktobra 1384 okronana za poljsko kraljico Jadwigo. 

#### Uzurpacija ogrskega prestola s strani Karla Draškega
Po smrti Ludvika I. Anžujskega septembra 1384, ki je izpodbijal Karlovo vladavino nad Neapljem, je Karel Draški uspel utrditi svoj položaj v južni Italiji. Skupina uporniških oligarhov na Hrvaškem pod vodstvom bana Mačve Jánosa Horvátija in njegovega brata, zagrebškega škofa Pála Horvátija, je zdaj podprla Karlove zahteve po ogrskem prestolu. Sigismund Luksemburški je zaman poskušal pridobiti soglasje regentke Elizabete za poroko z Marijo in je v začetku leta 1385 zapustil Ogrsko. 
Na sestanku v Požegi spomladi 1385 so pogajanja med Elizabetinimi predstavniki in njenimi nasprotniki ostala neuspešna. Po prihodu francoske delegacije na Ogrsko maja 1385 so Marijo zaročili z Ludvikom Orleanskim. V tem času je Elizabeta obtožila Štefana Lackfija veleizdaje in prebivalcem Zagreba in drugih mest prepovedala podpirati Lackfija, Pála Horvátija in njihove sorodnike. János in Pál Horváti sta avgusta 1385 kljub temu uradno ponudila krono Karlu Draškemu in ga povabila na Ogrsko. Pretendent za ogrski prestol se je septembra z najemniško vojsko izkrcal v Dalmaciji in od tam odkorakal v Zagreb. V tej stiski je Elizabeta dala soglasje za poroko Marije s Sigismundom. Poroka je bila oktobra 1385, vendar Sigismund ni bil okronan in ni prejel nobene prave oblasti. Veliko zamere si je nakopal, ko je zastavil dele ogrskega ozemlja, da bi zbral sredstva za vojsko za boj proti Karlu Draškemu.
Medtem ko je Sigismund odšel na Češko, da bi zbral vojsko, je neapeljski kralj napredoval proti Ogrski in se pretvarjal, da želi podpreti  Marijo. V začetku decembra 1385 je v spremstvu obeh kraljic brez odpora vstopil v Ofen in nato Marijo prisilil,  da se je odrekla prestolu in  odobrila njegovo imenovanje za regenta države. V parlamentu je bil nato izvoljen za kralja Karla II.  Okronan je bil 31. decembra 1385 v stolnici v Székesfehérvárju. Slovesnosti sta se morala udeležiti Marija in njena mati. Objokana Elizabeta naj bi na grobu svojega pokojnega moža prisegla maščevanje.
Karel je Mariji dovolil, da še naprej svobodno živi v kraljevi palači v Budimu.  Elizabeta in Miklós Garai sta se kljub temu odločila odstraniti uzurpatorja. Ko se je Karel 7. februarja 1386 na Elizabetino prošnjo pojavil v njenih sobanah v Budimu, so ga njeni podporniki napadli, ga hudo ranili na glavi in odpeljali v Višegrad, kjer so ga po 24. Februarju ubili.

#### Vrnitev na prestol, ujetje in osvoboditev
Marija se je vrnila na ogrski prestol pod skrbništvom svoje matere. Bratje Horvát in drugi magnati, ki so podpirali Karla, so na Hrvaškem sprožili upor v korist Ladislava Neapeljskega, sina umorjenega kralja, in se povezali z Elizabetinim bratrancem, bosanskim kraljem Tvrtkom I. Kotromanićem. Rimsko-nemški kralj Venčeslav in njegov brat, Marijin mož Sigismund, sta se aprila 1386 z vojsko pojavila na Ogrskem in maja Elizabeto prisilila, da je v Györju podpisala sporazum, s katerim je Sigismunda priznala za princa soproga. Poleg tega je morala potrditi Sigismundovo obljubo dežel zahodno od Váha Jobstu in Prokopu Moravskemu, ki jih je zastavil pred vojno s Karlom Draškim. Sigismund kljub temu ni bil zadovoljen s sporazumom in je znova zapustil Ogrsko.
Elisabeta in Marija sta nato v spremstvu Miklósa Garaija in majhnega spremstva odpotovali v uporniško Hrvaško, da bi osebno pomirili upornike. 25. julija 1386 so ju pri Đakovu napadli privrženci Ivana Paližne in Jánosa Horvátija, pobili njene privržence. Kraljici so ujeli, Miklósa Garaija pa obglavili. Kraljici sta bili najprej internirani v gradu Gomnec in nato v gradu Novigrad na jadranski obali. Nameravali so ju izročiti Marjeti Draški, maščevalni vdovi umorjenega Karla, kar jim zaradi beneške blokade Novigrada ni uspelo. Elizabeto so v začetku januarja 1387 privrženci Jánosa Horvátija v Marijini navzočnosti zadavili in njeno truplo vrgli čez zidove trdnjave. Močna skupina ogrskih magnatov je pomagala Sigismundu, da je bil 31. marca 1387 v Székesfehérvárju okronan za kralja in Sigismund se je zdaj odločil pomagati svoji ženi. Marija je bila predvsem po zaslugi prizadevanj Benečanov 4. junija 1387 osvobojena. Osvoboditelja Barbariga je imenovala za viteza in mu podelila letno rento v višini 600 goldinarjev.

#### Skupna vladavina Marije in Sigismunda
Marija je po petnajstih mesecih 4. julija 1387 v Zagrebu ponovno srečala svojega moža. Uradno je bila Sigismundova sovladarica, vendar je bil njen vpliv na vladanje omejen. V prvem letu njune skupne vladavine je s svojim Velikim pečatom potrdila vse moževe zemljiške koncesije, po kronanju njenega moža pa so njeno potrditev iskali le redko. Vladala je med moževim bivanjem v tujini ob močni podpori nadškofa Kaniszaija, ki je deloval tudi kot njen kancler. Še vedno je premagovala stare predsodke, notranje zavračanje in odtujenost do Sigismunda in z njim morda nikoli ni imela intimnega odnosa. Stoično je sprejemala ljubezensko življenje svojega moža, ki je bil zelo naklonjen nežnemu spolu.
Četudi je Marija obljubila, da se ne bo maščevala svojim nekdanjim ječarjem, je predsedovala kazenskemu sodišču, ki naj bi  ugotovilo njihovo krivdo.̪ Jánosa Horvátija so leta 1394 ujeli in naslednjega avgusta na Marijino zahtevo usmrtili, čeprav bi ga bil Sigismund pripravljen pustiti pri življenju.
Leta 1395 se je po dolgi ločitvi znova srečala s svojo sestro, poljsko kraljico  Hedviko. Hedvika ji je poklonila podloženo in z zlatom okrašeno konjsko sedlo, prekrito z rumenim žametom. 17. maja istega leta se je noseča 24-letna Marija sama odpravila na lov v gozd Ofen, padla s konja, doživela spontani splav in brez vsakršne pomoči umrla zaradi poškodb. Pokopana je bila v stolnici v Oradei.